# کناریک وارطانیان
کناریک گریگوری وارطانیان (ارمنی: Քնարիկ Գրիգորի Վարդանյան؛ انگلیسی: Knarik Grigori Vardanyan؛ زاده ۲۴ نوامبر ۱۹۱۴ - درگذشته ۲۵ دسامبر ۱۹۹۶) نقاش، هنرمند چاپگر اهل ارمنستان بود.

## زندگی‌نامه
وی در  ۷ دسامبر [سبک قدیمی: ۲۴ نوامبر] ۱۹۱۴ در پانیک به دنیا آمد و از کالج دولتی هنرهای زیبای پانوس ترلمزیان و انستیتو دولتی هنری و نمایشی ایروان فارغ‌التحصیل گشت. وی همچنین برنده جوایزی همچون نقاش شایسته ارمنستان شوروی و جایزه هنرمند مردمی اتحاد جماهیر شوروی (۱۹۶۷) شد. وی در ۲۵ دسامبر ۱۹۹۶ در سن ۸۲ سالگی در ایروان درگذشت